# كوريجو نوفو
كوريجو نوفو بلدية في ولاية ميناس جيرايس في المنطقة الجنوبية الشرقية من البرازيل.